# N-acetilneuraminilgalaktozilglukozilkeramid b-1,4-N-acetilgalaktozaminiltransferaza
N-acetilneuraminilgalaktozilglukozilkeramid b-1,4--acetilgalaktozaminiltransferaza (EC 2.4.1.165, uridin difosfoacetilgalaktozamin-acetilneuraminil(alfa2->3)galaktozil(beta1->4)glukozil beta1->4-acetilgalaktozaminiltransferaza, UDP--acetil--galaktozamin:-acetilneuraminil-2,3-alfa-D-galaktozil-1,4-beta-D-glukozilkeramid beta-1,4-N-acetilgalaktozaminiltransferaza, UDP--acetil--galaktozamin:-acetilneuraminil-(2->3)-alfa--galaktozil-(1->4)-beta--glukozil(1<->1)keramid 4-beta--acetilgalaktozaminiltransferaza) je enzim sa sistematskim imenom UDP-N-acetil--galaktozamin:-acetilneuraminil-(2->3)-alfa--galaktozil-(1->4)-beta--glukozil-(1<->1)-keramid 4-beta--acetilgalaktozaminiltransferaza. Ovaj enzim katalizuje sledeću hemijsku reakciju
UDP--acetil--galaktozamin + N-acetilneuraminil-(2->3)-alfa--galaktozil-(1->4)-beta--glukozil-(1<->1)-keramid {\displaystyle \rightleftharpoons } UDP + N-acetil--galaktozaminil-(1->4)-beta-N-acetilneuraminil-(2->3)-alfa--galaktozil-(1->4)-beta--glukozil-(1<->1)-keramid
Za rad ovog enzima je neophodan Mn2+. Jedino supstance koje sadrže ostatke sijalinske kiseline mogu da deluju kao akceptori. Goveđi fetuin je najbolji poznati akceptor.

## Literatura
- Nicholas C. Price; Lewis Stevens (1999). Fundamentals of Enzymology: The Cell and Molecular Biology of Catalytic Proteins (Third изд.). USA: Oxford University Press. ISBN 019850229X.
- Eric J. Toone (2006). Advances in Enzymology and Related Areas of Molecular Biology, Protein Evolution (Volume 75 изд.). Wiley-Interscience. ISBN 0471205036.
- Branden C; Tooze J. Introduction to Protein Structure. New York, NY: Garland Publishing. ISBN 0-8153-2305-0.
- Irwin H. Segel. Enzyme Kinetics: Behavior and Analysis of Rapid Equilibrium and Steady-State Enzyme Systems (Book 44 изд.). Wiley Classics Library. ISBN 0471303097.
- William P. Jencks (1987). Catalysis in Chemistry and Enzymology. Dover Publications. ISBN 0486654605.

## Spoljašnje veze
- N-acetylneuraminylgalactosylglucosylceramide+beta-1,4-N-acetylgalactosaminyltransferase на 